# Гіссоп (Алабама)
Гіссоп (англ. Hissop) — переписна місцевість (CDP) в США, в окрузі Куса штату Алабама. Населення — 209 осіб (2020).

## Географія
Гіссоп розташований за координатами 32°52′11″ пн. ш. 86°7′25″ зх. д. / 32.86972° пн. ш. 86.12361° зх. д. (32.869773, -86.123622).  За даними Бюро перепису населення США в 2010 році переписна місцевість мала площу 47,30 км², з яких 47,28 км² — суходіл та 0,02 км² — водойми.

## Демографія
Згідно з переписом 2010 року, у переписній місцевості мешкало 658 осіб у 256 домогосподарствах у складі 185 родин. Густота населення становила 14 особи/км².  Було 295 помешкань (6/км²).
Расовий склад населення:
| - 74,3 % — чорних або афроамериканців - 25,1 % — білих - 0,2 % — азіатів |

До двох чи більше рас належало 0,3 %. Частка іспаномовних становила 2,0 % від усіх жителів.
За віковим діапазоном населення розподілялося таким чином: 25,7 % — особи молодші 18 років, 60,8 % — особи у віці 18—64 років, 13,5 % — особи у віці 65 років та старші. Медіана віку мешканця становила 39,4 року. На 100 осіб жіночої статі у переписній місцевості припадало 89,1 чоловіків;  на 100 жінок у віці від 18 років та старших — 80,4 чоловіків також старших 18 років.
За межею бідності перебувало 23,2 % осіб, у тому числі 100,0 % дітей у віці до 18 років та 17,3 % осіб у віці 65 років та старших.
Цивільне працевлаштоване населення становило 264 особи. Основні галузі зайнятості: виробництво — 34,8 %, науковці, спеціалісти, менеджери — 25,0 %, мистецтво, розваги та відпочинок — 13,6 %, оптова торгівля — 11,4 %.